# Radio Högsby
Radio Högsby är en närradiostation som sänder lokalt i Högsby. Den drivs, som många andra närradiostationer, ideellt.
Stationen invigdes i april 2004, stationen skapades som ett EU-projekt, där John Friberg och Detlef Sannemüller var nyckelpersonerna. Idag ägs och drivs stationen av Högsby Närradioförening.